# Linden (Hannover)
Linden è una frazione (Stadtteil) della città di Hannover, nel land della Bassa Sassonia, in Germania.

## Storia
Il 1º aprile 1885 Linden venne elevata al rango di città e divenne capoluogo dell'omonimo circondario.
Fu soppresso e incorporato a Hannover il 1º gennaio 1920.
Forma, insieme con Limmer, il quartiere (Stadtbezirke) di Linden-Limmer.